# Mycena polygramma
Mycena polygramma é uma espécie de cogumelo bioluminescente da família Mycenaceae. Produz um pequeno corpo de frutificação com um chapéu cinza pálido que mede até 4 cm de diâmetro. A princípio possui formato cônico, mas se expande até ficar parecendo um sino ou convexo com um umbo central e margens onduladas e de aspecto listrado. Na face do chapéu é possível observar lamelas apinhadas que se ligam diretamente ao tronco do cogumelo, que atinge 15 cm de altura. O cogumelo tem um sabor suave a levemente acre e um odor "agradável", mas não é considerado comestível.
A espécie foi descrita pela primeira vez pelo francês Jean Pierre Bulliard, em 1789. Na época foi batizada de Agaricus polygrammus. Em 1821, o cogumelo foi transferido para o gênero Mycena por Samuel Frederick Gray, formando assim o binômio atual. O epíteto específico polygramma é derivado do  grego, e significa "muitos pés".  O fungo é uma das várias dezenas de espécies de Mycena que são bioluminescentes. Ao contrário da maioria, tem um ritmo diurno de intensidade de luminescência; e para a detecção da emissão de luz são necessários fotomultiplicadores sensíveis ou tempos de exposição prolongados.
Na natureza, os corpos de frutificação de M. polygramma crescem agrupados sobre restos de madeira no solo embaixo de árvores de madeira de lei, particularmente decíduas como o carvalho, bordo e tília. É raro na América do Norte, mas comum na Europa, incluindo a Grã-Bretanha, e também já foram coletados nas Ilhas Malvinas e no Japão. A espécie possui um importante papel ecológico, pois é um vigoroso decompositor de lignina e de celulose na serapilheira, contribuindo assim para o reaproveitamento de matéria orgânica nos ecossistemas florestais através da reciclagem de nutrientes e formação de húmus.

## Taxonomia
A espécie foi descrita cientificamente pela primeira vez pelo micologista francês Jean Pierre Bulliard, em 1789. Na época foi batizada de Agaricus polygrammus. Mais tarde esse nome foi sancionado pelo sueco Elias Magnus Fries em sua obra Systema Mycologicum. Em 1821, o cogumelo foi transferido para o gênero Mycena por Samuel Frederick Gray, que "elevou" muitas das divisões subgenéricas de Fries ao nível de gênero. Agaricus chloroticus, descrito por Franz Wilhelm Junghuhn em 1830, é hoje um sinônimo taxonômico. O epíteto específico polygramma é derivado da palavra grega πολυς, que significa "muitos", e γραμμα, que quer dizer "pé". Nos países de língua inglesa é popularmente conhecido como "grooved bonnet".

## Descrição

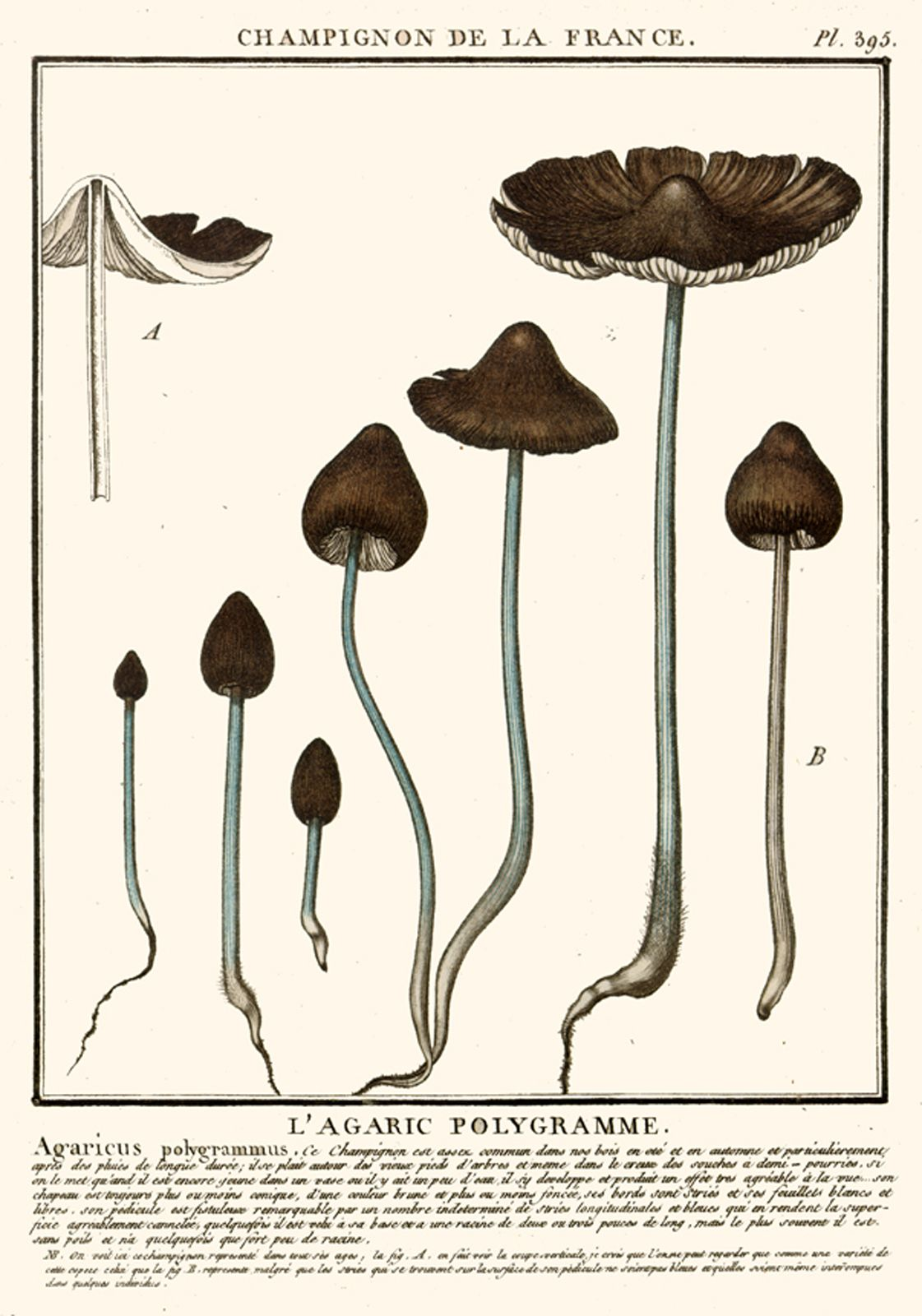
Desenhos de M. polygramma na obra Herbier de la France (1789) de Bulliard

O píleo (o "chapéu" do cogumelo) de M. polygramma mede de 2 a 4 centímetros de diâmetro. A princípio ele tem um formato ovoide ou cônico, mas se expande até ficar parecendo um sino ou quase convexo com uma pequena protuberância no centro, o umbo. Em corpos de frutificação jovens, a margem do chapéu é ligeiramente curvada para dentro, e frequentemente tem bordas recortadas; quando o fungo está maduro as margens se alargam, ou ficam recurvadas e onduladas. A superfície do píleo é inicialmente coberta com "pêlos" curtos, finos, esbranquiçados ou acinzentados, que muitas vezes persistem até perto da maturidade. Com o passar do tempo, a superfície do píleo se torna suave, de cor cinza-amarronzado escuro a preto, desvanecendo-se lentamente para um cinza pálido. A margem do chapéu é opaca e tem, frequentemente, sulcos ou ranhuras profundas estreitas, em geral com a superfície mais ou menos desigual e aparecendo como se listrado com linhas brilhantes. A carne é muito dura e cartilaginosa, cinza-aguado a branco, bastante fina, sem odor característico e de um sabor suave.
As lamelas, bastante apinhadas, são estritamente adnatas (ligadas diretamente ao tronco do cogumelo) ou tem uma pequeno "dente" decorrente, com 30 a 38 delas atingindo o tronco. Elas são largas anteriormente (4-7 mm), brancas ou esbranquiçadas, e com o passar do tempo ficam rosadas, geralmente com manchas acastanhadas, e com bordas pálidas e regulares. A estipe mede de 6 a 15 cm de comprimento por 0,2 a 0,5 cm de espessura. Ela é muito frágil, cartilaginosa, uniforme e tubular. Os corpos de frutificação podem ter uma pseudorriza bem desenvolvida, que se assemelha a algodão branco, e sua base é coberta com "pêlos" brancos duros, sendo que muitas vezes ela adquire uma coloração marrom-avermelhada. A superfície da estipe tem estrias longitudinais finas retas ou às vezes retorcidas. Possui a cor cinza ou marrom-acinzentada pálida sob a cobertura prateada, às vezes quase lisa, com o ápice pálido e levemente "polvilhado".

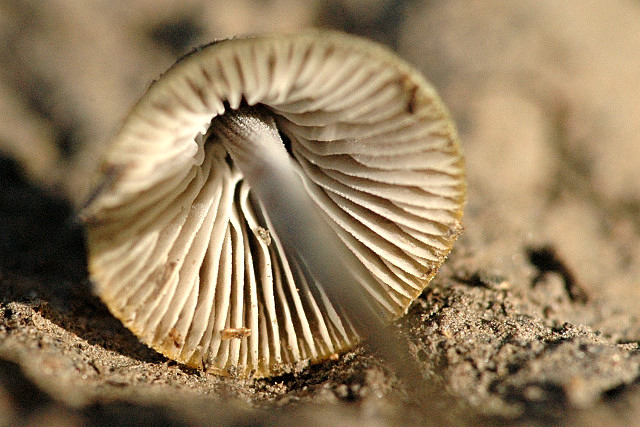
Na face inferior do chapéu é possível ver as lamelas.

Mycena polygramma é um cogumelo bioluminescente, embora a amplitude da luminescência possa variar consideravelmente. O cogumelo não é comestível, e tem um sabor suave a levemente acre e um odor "agradável".

### Características microscópicas
A espécie tem uma impressão de esporos, técnica utilizada na identificação de fungos, de cor branca. Vistos ao microscópio óptico, os esporos têm formato amplamente elipsoidais, são lisos, amiloides, com dimensões de 7,5 a 10 por 5 a 6 micrômetros (µm). Ocasionalmente, os esporos contêm gotículas de óleo. Os basídios (células que carregam os esporos) possuem quatro esporos cada, medem 26 a 30 por 7 a 8 µm. Os queilocistídios estão dispersos ou em abundância, aciculados ou com a porção média um pouco alargada e o ápice bifurcado ou ramificado, e dão origem a duas ou várias projeções contorcidas semelhantes a dedos. Os pleurocistídios não são diferenciados.

## Espécies similares
Exemplares mais altos e alongados de Mycena polygramma lembram um pouco os cogumelos M. pullata ou M. praelonga. O primeiro pode ser distinguido pela cor, e o segundo através da sua relação com M. alcalina e do seu habitat com musgos Sphagnum.

## Ecologia, habitat e distribuição

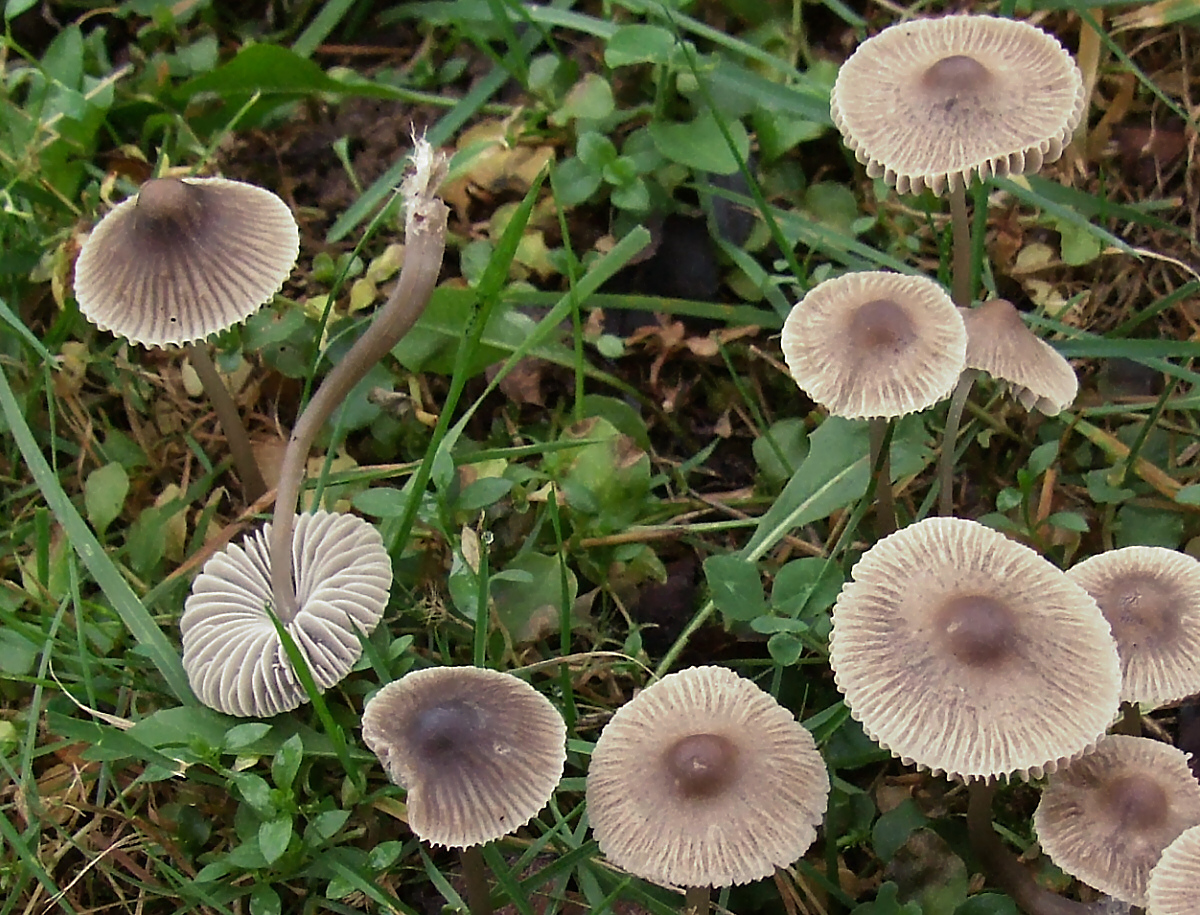
Os cogumelos crescem agrupados no solo de florestas

Os corpos de frutificação de M. polygramma crescem agrupados ou em pequenos aglomerados sob árvores de madeira de lei, particularmente decíduas como o carvalho, bordo e tília. Na América do Norte, foi coletado na Carolina do Norte, Massachusetts, Nova Iorque, e Michigan, onde frutifica de junho a outubro. Os cogumelos são suscetíveis ao ataque dos fungos parasitas Spinellus fusiger e S. macrocarpus.
Normalmente encontrada sobre galhos ou madeira enterrada, o fungo é conhecido por ser um vigoroso decompositor de lignina e de celulose na serapilheira. Mycena polygramma é uma espécie saprotrófica, e é um dos muitos cogumelos que contribuem para o reaproveitamento de matéria orgânica nos ecossistemas florestais através da reciclagem de nutrientes e formação de húmus no solo. É um decompositor de lignocelulose de árvores do gênero Larix, e pode quebrar tanto a lignina com os carboidratos, embora tenha uma preferência pelos últimos. Em uma experiência testando a capacidade de vários fungos decompositores para remover lignina a partir de folhas da relva perene Miscanthus sinensis, em condições de cultura pura, M. polygramma mostrou capacidade limitada para causar a perda de massa de lignina.
Raro na América do Norte, o fungo é comum na Europa, incluindo a Grã-Bretanha. Eles foram coletados também nas Ilhas Malvinas e no Japão.

## Química e bioluminescência
Mycena polygramma contém ácidos graxos hidroxilados raros, tais como o ácido 7-hidroxi-8,14-dimetil-9-hexadecenoico (0,05% do total de ácidos graxos) e o ácido 7-hidroxi-8,16-dimetil-9-octadecenoico (0,01%).
O fungo é uma das várias dezenas de espécies do gênero Mycena que são bioluminescentes. Ao contrário da maioria dos organismos luminescentes, M. polygramma tem um ritmo diurno de intensidade de luminescência, que aumenta até 35% nos picos de emissão. No entanto, esta emissão de luz não é tipicamente observada, uma vez que não pode ser detectada visualmente a olho adaptado ao escuro; fotomultiplicadores sensíveis ou tempos de exposição prolongados são necessários para detectar o fenômeno. O comprimento de onda das emissões espectrais do fungo cultivado em cultura pura está na gama de 470-640 mμ.